# Catalaxia
La catalaxia o cataláctica es una teoría praxeológica acerca de la manera en la que un mercado libre fija los precios y los intercambios en un mecanismo de orden espontáneo, que normalmente se produce sin necesidad de que haya objetivos comunes ni planificados entre los agentes económicos. Su objetivo es el análisis de todas las acciones basadas en el cálculo económico y rastrear la formación de precios hasta el punto en el que el agente económico elige. Explica los precios de mercado como son, no como debiesen ser idealmente. Las leyes de la cataláctica no son juicios de valor, pero pretenden ser exactos, objetivos y dotados de validez universal.
El concepto fue empleado de manera sistemática por primera ocasión por el economista austriaco Ludwig von Mises. Friedrich Hayek usó el término catalaxia para describir «el orden que surge por el ajuste recíproco de muchas economías individuales en un mercado». Hayek se sentía incómodo con el uso de la palabra «economía» cuya raíz griega, que se traduce como «administración del hogar», implicaba que los agentes económicos en una economía de mercado compartían fines. Hayek derivó la palabra «catalaxia» del verbo griego katallasso (καταλλάσσω), que significa no sólo «intercambio», sino también «admitir en la comunidad» y «pasar de enemigo a amigo».
De acuerdo con Mises (en La acción humana) fue Richard Whately quien acuñó el término «catalaxia». Efectivamente, éste aparece en el libro de Whately Introductory Lectures on Political Economy, publicado in 1831. La cita original es:

It is with a view to put you on your guard against prejudices thus created, (and you will meet probably with many instances of persons influenced by them,) that I have stated my objections to the name of Political-Economy. It is now, I conceive, too late to think of changing it. A. Smith, indeed, has designated his work a treatise on the "Wealth of Nations;" but this supplies a name only for the subject-matter, not for the science itself. The name I should have preferred as the most descriptive, and on the whole least objectionable, is that of CATALLACTICS, or the "Science of Exchanges."

Además, en una nota a pie a estas frases, Whately prosigue:

It is perhaps hardly necessary to observe, that I do not pretend to have classical authority for this use of the word Catallactics; nor do I deem it necessary to make any apology for using it without such authority. It would be thought, I conceive, an absurd pedantry to find fault with such words as "thermometer," "telescope," "pneumatics," "hydraulics," "geology," &c. on the ground that classical Greek writers have not employed them, or have taken them in a different sense. In the present instance, however, I am not sure that, if Aristotle had had occasion to express my meaning, he would not have used the very same word. In fact I may say he has used another part of the same verb in the sense of "exchanging;" (for the Verbals in are, to all practical purposes, to be regarded as parts of the verbs they are formed from) in the third book of the Nicom. Ethics he speaks of men who hold their lives so cheap, that they risked them in exchange for the most trifling gain []. The employment of this and kindred words in the sense of "reconcilement," is evidently secondary, reconciliation being commonly effected by a compensation; something accepted as an equivalent for loss or injury.